# Falla Agua Caliente
La falla Agua Caliente es una falla geológica en Costa Rica ubicada principalmente en la localidad del mismo nombre en la provincia de Cartago de diámetro aproximadamente. Tiene una extensión de 23 kilómetros. La falla atraviesa las provincias de San José y Cartago.

## Mecanismo
La falla es de tipo desplazamiento Rumbo Dextral, Sistema Oblicuo que genera fallas de desplazamiento de rumbo sinistral de carácter inverso.

## Historia
La falla provocó dos terremotos superiores a los 6 grados aproximadamente. Uno de ellos, de magnitud 6,4 en el año de 1910, desplomó la Ciudad de Cartago y causó la muerte de 700 personas. El otro en 1951 causó serios daños en la ciudad de Orosi.

## Potencial
La falla tiene un potencial de generar sismos de magnitudes superiores a los 6 grados en la escala de Richter en promedio cada 40 años. El último sismo de gran intensidad ocurrió en 1951.